# 波音 XAT-15
Boeing XAT-15是一款由波音研製的雙引擎轟炸機機組教練機。該機僅製造了兩架原型機，命名為XAT-15。在美國加入第二次世界大戰後，建造超過1,000架的計畫被取消。

## 發展
史蒂爾曼飛機公司（1939年成為波音公司威奇托分部）的首批專案之一是為轟炸機機組人員提供雙引擎教練機。 該公司將其命名為X-120，美國陸軍航空兵團訂購了兩架XAT-15。AT-15是一架高翼懸臂單翼飛機，機翼上裝有兩台普惠R-1340-AN-1徑向活塞發動機。AT-15有一個可伸縮的尾輪起落架和一個用於實習炸彈瞄準器的加長玻璃機身機頭。由於材料短缺，該飛機由焊接鋼管製成，外覆膠合板，並且機翼和尾翼採用木質結構。這兩架飛機已交付給美國陸軍航空兵團，但在參戰後，計劃訂購的1,000多架訂單取消。
愛德華·H·菲利浦斯表示，“這架飛機的具體用途是在轟炸機機組人員被分配到作戰部隊之前，教會他們如何作為一個團隊進行合作。” 1941年5月19日，波音公司簽署了建造兩架飛機的合約。該機於1942年4月9日首飛。 1942年10月，第一架XAT-15交付。 然而，戰爭期間針對砲手、投彈手、領航員和飛行員的特殊學校發展起來，對XAT-15的需求消失了，導致該機型被取消。

## 外部連結
- Aerofiles （页面存档备份，存于）